# York City
York City (offiziell: York City Football Club) – auch bekannt als The Minstermen oder Yorkies – ist ein 1922 gegründeter Fußballclub aus York im Norden Englands. Der Verein ist nach dem Aufstieg aus der National League North, seit 2022 in der National League, der fünfthöchsten englischen Fußballliga, beheimatet. Die Vereinsfarben sind Rot und Weiß. Im Februar 2021 zog der Klub in das neu errichtete LNER Community Stadium, zuvor hatte der Klub seit 1932 im Bootham Crescent gespielt.
Der Verein verbrachte den Großteil seiner Geschichte in den unteren Profiligen (dritte bzw. vierte Leistungsstufe), nur in den 1970er Jahren nahm man zwei Saisons lang an der Football League Second Division teil.

## Erfolge
- Third Division
  - Dritter: 1974
- Fourth Division
  - Meister: 1984
  - Dritter: 1959, 1965
- Englischer Fußballpokal
  - Halbfinale: 1954/55
- FA Trophy
  - Sieger: 2012, 2017
  - Finalist: 2009